# Steeple Aston Cricket Club
Aston Cricket Club är en brittisk cricketklubb i Steeple Aston, Oxfordshire, England. Klubben är medlem i Oxfordshire Cricket Alliance.